# Zevenburgs Plateau
Het Transsylvaans Plateau of Zevenburgs Plateau is een door de Karpaten en het Apusenigebergte ingesloten hoogvlakte in Roemenië.
Het gebied wordt in Hongaarse teksten gerekend tot het Karpatenbekken (Pannonische Vlakte).
Het gebied vormde de kern van het historische onafhankelijke vorstendom Zevenburgen.
Tegenwoordig wonen er ongeveer 2,6 miljoen mensen.
Cluj-Napoca is de belangrijkste stad in het gebied.

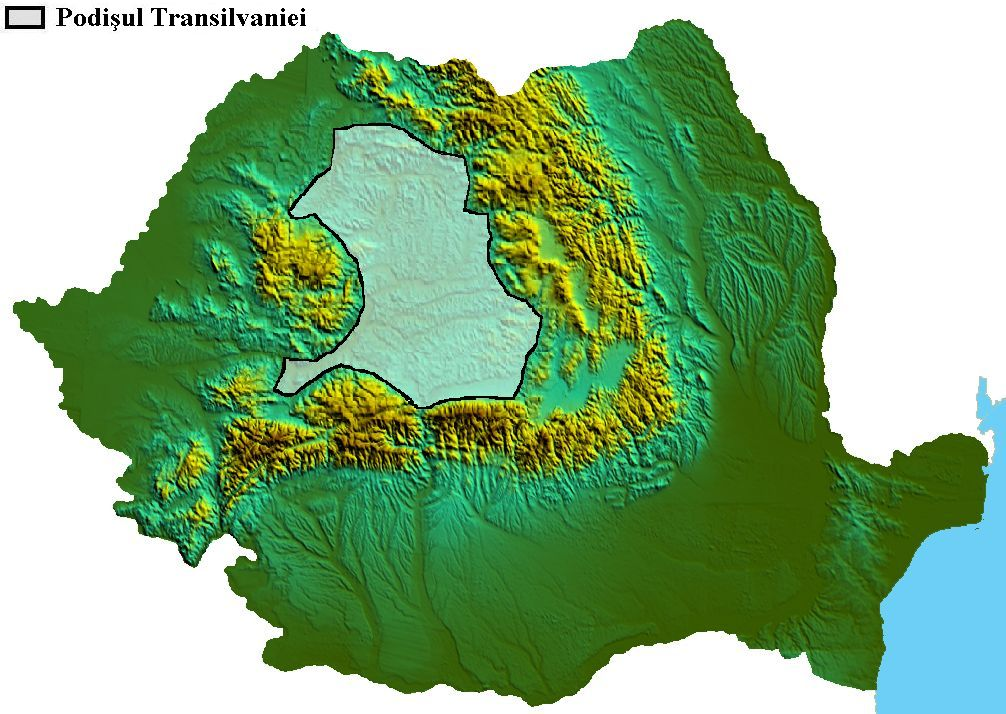
Het Transsylvaans Plateau